# Димитър Ценов (предприемач)
 Тази статия е за предприемача Димитър Ценов.  За поета вижте Димитър Ценов (поет).  
Димитър Апостолов Ценов е крупен български търговец, предприемач и дарител от периода на следосвобожденска България, реализирал важни за страната икономически и инфраструктурни проекти. Известен е с дарението си от над 5 млн. златни лева за създаване на висше търговско училище по германски образец в родния му град Свищов – днешната Стопанска академия „Димитър Апостолов Ценов“.

## Биография

### Произход, семейство и ранни години
Димитър Апостолов Ценов е роден в Свищов на 27 декември 1852 г. (8 януари 1853 г. по нов стил) в заможното семейство на търговеца Апостол Ценов. Негова майка е Елена Стамболиева, която е родом от Търново. Семейството на Ценов е голямо. Той има брат с име Николай и четири сестри – Мария, която е майка на известния наш художник Александър Божинов, Ангелина, която става съпруга на именития свищовски учител Петър Ангелов, Хрисанта и Зица. Ценов получава своето образование първо в бащиния си град, после в Търново, а след това и в реалната гимназия в Кронщад, Австро-Унгария (днес Брашов, Румъния), където учи до 1870 г.

### Първи житейски период в Букурещ и завръщане в Свищов
През 1870 г. пожар на пристанището в Свищов довежда до банкрут на бащата на Ценов. Това налага той да прекъсне своето образование в Кронщад и да замине за Букурещ, където да търси препитание. Първият период от живота на Димитър Ценов в румънската столица не е никак лек и той едвам успява да се издържа. Това обаче не продължава дълго и през 1872 г. Ценов се завръща в Свищов след покана, отправена от неговия свако Николай Станчов. След завръщането си в Свищов Димитър Ценов постъпва на работа като чиновник в търговската кантора на Николай и Яни Станчови. Рутинната работа обаче не се оказва по вкуса на жадния за успехи млад свищовец и през 1874 г. той отново заминава за Румъния.

### Втори житейски период в Букурещ и окончателно завръщане в България
Вторият житейски период на Димитър Ценов в Румъния е далеч по-успешен от първия. Той започва с постъпването на младия Ценов на работа като чиновник в управлението на румънските железници през 1874 г., а през 1876 г. след успешно издържан конкурс той успешно се издига в административната им йерархия. По време на работата си в системата на румънските железници Димитър Ценов натрупва ценен стопански опит, развива делови качества и търговски нюх. През втория си румънски период той активно се самообразова и развива като личност, формира много богата обща култура и високо ниво на специална подготовка, с което заличава напълно липсата на завършено училищно образование. Този период от живота на Димитър Ценов в Букурещ се оказва ценен и с това, че той си създава авторитет и солидни контакти, включително с личности като Евлоги Георгиев и Стефан Стамболов.  
Димитър Ценов се завръща в България през 1879 г. и постъпва на длъжност подначалник в политическото отделение на Министерството на външните работи, която заема в продължение на две години. Въпреки престижната си държавна служба Димитър Ценов е изкушен от неограничените възможности за стопанско развитие в следосвобожденска България. Така през периода 1881 – 1882 г. той започва предприемаческа дейност. 

### Стопанска дейност
Успешните си бизнес начинания младият Димитър Ценов започва още в Румъния, където след кратка служба в управлението на румънските железници участва като предприемач в тяхното изграждане. Пълният мащаб на своята дейност Ценов разгръща обаче в следосвобожденска България. На родна земя след 1881 г. той започва да внася и да търгува с материали, стоки и продукти за металургията, строителството, благоустройството и земеделието. Историческите факти говорят, че по това време от него със строителни материали и стоки се снабдяват всички 195 дребни търговци в София. Основни негови партньори са фирми от Германия, Австро-Унгария, Франция и САЩ.
Първите големи проекти на Димитър Ценов след освобождението са свързани с благоустрояването на София, в което той участва с изграждането на част от водопроводната система на столицата и със строителството на улици и обществени сгради. Ценов е изпълнител на завещанието на Евлоги Георгиев, в резултат на което през 1888 г. се създава Софийския университет.  
През 1891 г. Ценов взема участие в построяването на жп линията „София – Перник“, а през 1908 г. е ангажиран със строежа на линията „Мездра – Видин“. След 1907 г. той създава фабрика за производството на цимент в Златна Панега. Осъзнал потенциала на зараждащата се петролна индустрия през 1889 г. свищовският предприемач започва предварителни проучвания за създаване на петролна рафинерия и нефтени складове в околностите на гр. Бургас, а в периода 1895 – 1896 г. води преговори с българското правителство за получаване на концесия с посочения предмет.
Показателен за разрастването на дейността на Димитър Ценов и неговото икономическо влияние е начинът, по който той е записан в страниците на „Български алманах“ от 1893 г., представящ търговците и предприемачите, регистрирани в София – само като представител на разни железарски материали. В изданието от 1895 г. той фигурира вече на три места в алманаха – като предприемач, като комисионер и като собственик на складове. Изданието на „Български алманах“ от 1897 г. вече отрежда на Димитър Ценов първо място в списъка на комисионерите и представителите на европейски фирми. 
Освен предприемач, радващ се на завидни икономически резултати, Димитър Ценов е и успешен инвеститор. До оттеглянето си от активна стопанска дейност през 1920 г. той е акционер в няколко фирми и финансови институции, между които осигурителни дружества и банки. Значителна част от своето богатство Димитър Ценов инвестира в облигации и недвижими имоти, преобладаващата част от които са в София и нейните околности.

### Дарение за създаване на висше търговско училище в Свищов
На 1 септември 1912 г. Димитър Ценов завещава на българската държава своето лично богатство от над 5 млн. златни лева за създаването в Свищов на Висше търговско училище по германски образец. В своето завещание Ценов определя дарението си като „скромна лепта на народния олтар“. Най-консервативните оценки показват, че днешният еквивалент на направеното дарение е минимум 250 млн. лв. Университетът в Свищов, който носи името на своя дарител, е създаден с указ на Цар Борис III и отваря врати с тържествена церемония на 8 ноември 1936 година.  
Днес Стопанска академия „Димитър Апостолов Ценов“ е водещо българско висше учебно заведение, дало на страната над 150 хил. възпитаници в областта на икономиката. В структурата на Стопанска академия „Димитър А. Ценов“ влизат четири факултета – „Мениджмънт и маркетинг“, „Производствен и търговски бизнес“, „Стопанска отчетност“ и „Финанси“, в чиито рамки понастоящем развиват дейност осемнадесет катедри.

### Последни години
След дарението си за създаването на висше търговско училище в родния си град Димитър Ценов постепенно започва да редуцира своята стопанска дейност. По-сериозно е нейното ограничаване след 1916 г., а през 1920 г. тя окончателно спира. Последните почти десет години от своя живот Димитър Ценов прекарва в болница на Червения кръст в гр. София, за да не изразходва от средствата за създаването на висшето търговско училище в Свищов и за да не тежи на своите близки. 
Забележителният земен път на Димитър Ценов завършва на 21 май 1932 г. в София. Той е погребан с общоградска траурна церемония и големи почести в двора на манастира "Св. Св. Петър и Павел" в родния му гр. Свищов. 

## Личен живот
Димитър Ценов е аристократ по душа, притежаващ обширна обща култура и познания, които непрестанно обогатява. Владее няколко езика. Важна характеристика на работата му е изключителният перфекционизъм. Неговата коректност и почтеност го правят желан бизнес партньор в страната и чужбина. Ценов поддържа близки отношения с представители на европейския икономически и светски елит. Ползва се с уважение в средите на немските и австрийските благородници. Лауреат е на множество наши и чуждестранни държавни награди.
Една от най-отличителните черти на личността на Димитър Ценов е, че е благодетел и дарител. Съществуват данни, че до Освобождението той е подпомагал материално българските революционери, намиращи се в Румъния. В България често предоставя финансова подкрепа за деца и хора в неравностойно положение. Поддържа щедро дейността на училища и благотворителни дружества в Свищов и София. 
В свободното си време Димитър Ценов се занимава с езда, лов и пътешествия до различни места. Той притежава богата колекция ловни пушки, ловни трофеи и препарирани животни, които подарява на Ловния съюз у нас. Димитър Ценов притежава богата лична библиотека, съдържаща около 400 тома книги от различни области на познанието и най-вече книги по история, география, химия, биология, военно дело, индустрия. 

## Завещание на Димитър Ценов
Завещанието, с което Димитър Ценов предоставя своето богатство за създаването на висше училище в Свищов, е един от най-ярките и значими дарителски актове в българската история. По време на изпълнението му неговият оригинал обаче бива загубен. Пълен негов препис се съхранява под инвентарен номер 120 в архива на музея на Стопанската академия.
В завещанието ясно се открояват перфекционизмът на Ценов и способността му да урежда своите дела до най-малкия детайл, неговият прагматизъм и визионерство, любовта му към България, загрижеността за родния град Свищов и не на последно място изключителната смиреност, с която той извършва своя благороден акт. Съдържанието на завещанието е поместено в няколко книги, но в широкото публично пространство и интернет присъстват само негови отделни части. 

### Текст на завещанието на Димитър Ценов
1.IХ.1912 г.
София
Долуподписаният Димитър А. Ценов, българин, български поданик, родом от Свищов, живущ в София, здрав телесно и умствено, като желая след смъртта ми никои от роднините ми да не наследи моят имот, движим и недвижим, освен в размер както аз в това си завещание определям, и като желая всичко да бъде употребено за целта, която означавам по-долу, с пълно съзнание и без всяко принуждение написвам саморъчно това мое завещание, което трябва да се счита за изражение на моята последна воля, като отказвам всякакво право както на роднините си, така и на други лица, които и да били те, да оспорват тези мой разпореждания.
§1
Оставям и назначавам за свой универсален наследник Българската държава, в лицето на Господина Министра на Народното просвещение. На Българската държава, като мой универсален наследник, оставям всичките си движими и недвижими имоти след смъртта ми, с задълженията, които му възлагам, както следват по-долу. Ако Българската държава откаже, или по каквито и да било причини не може да приеме моето наследство, тогава назначавам за свой универсален наследник, с всички условия, права и задължения, както са предвидени в това ми завещание, Градската община на родния ми град Свищов, в лицето на Свищовския общински кмет.
§2
В силата на даденото мен от закона право, аз назначавам след моята смърт за изпълнители на това завещание г-на Д-р Стоян Данев, г-на Д-р Ив. Бешков, г-на Д-р С. А. Иванчев, г-на проф. Г. Данаилов, жители Софийски, които в името на приятелството ни моля да изпълнят мисията с която ги натоварвам според предписанията на българските закони и както тук разпореждам, а именно:
Да извършат иждивенията нужни непосредствено след смъртта ми.
Да ликвидират след смъртта ми моите взимания – давания според търговските ми книги. Моите по-главни движими и недвижими имоти личат в годишния ми инвентар – баланс.
Да се погрижат в съгласие с универсалния ми наследник да се превърнат в наличност пари или ценни книжа всички останали мои имоти движими и недвижими като ги продадат, ако е възможно в един срок от 5 (пет) години.
Да внесат последователно всички суми постъпили от моите имоти или принадлежащи на наследството ми в Българска народна банка, под лихвоносни условия, на името на фонда образуван на мое име, за който разпореждам в § 3 (трети) от това завещание.
В случай, че изпълнителите на завещанието ми Господин доктор Стоян Данев, господин Д-р С. А. Иванчов, господин проф. Г. Т. Данаилов, господин Д-р Иван М. Бешков не биха приели и четворицата заедно, или по отделно да се натоварват с възложената тям мисия, или ако някой от тях би починал преди мен, тогава на останалите, които са живи и са приели, възлагам грижата да бъдат изпълнители на завещанието ми. Ако обаче и четворицата откажат или починат, тогава възлагам на универсалния ми наследник да се грижи за точното изпълнение на завещаните ми разпореждания, като назначи в съгласие на Свищовското общинско управление други изпълнители.
§3
На универсалния си наследник възлагам да изпълни следващите мои завети и нареждания:
1-во. На рождените ми сестри Зица Ник. Станчова, Ангелина П. Ангелова и Хрисанта К. Костович завещавам по 15 000 (петнадесет) хиляди лева на всяка една. На Мар. М. Божинова завещавам да й се дава до живот по 250 (двеста и петдесет) лева месечно. На нейните дъщери Милка и Радка Ник. Божинови завещавам по 8 000 (осем хиляди) лева на всяка една. На всичките си други роднини, от коя и да е линия не оставям нищо, нито от движимите, нито от недвижимите ми имущества и им отказвам всяко право да претендират нещо от тях.
2-ро. На добрите си приятели и изпълнители на завещанието ми Господин Д-р Стоян Данев, Господин Д-р С. А. Иванчов, Господин проф. Георги Данаилов и Господин Д-р Ив. М. Бешков, аз бих желал да оставя по един малък спомен, в знак на дълбоката ми признателност към тях, като не притежавам обаче никакви ценни предмети, аз си позволявам и им завещавам по 3 000 (три хиляди) лева на всеки едного, с които да си купят по техен избор и вкус някой възпоменателен за мен предмет.
З-то. След реализирането на всички мои взимания наедно с всичко друго, което ще притежавам в деня на смъртта си и след като се изплатят разпорежданията ми по пункт 1-ви и 2-ри на този параграф останалото мое имущество, в неговата цялост, завещавам и нареждам да послужи за образуването на един фонд носящ на вечни времена моето име „Димитър А. Ценов” – приходите на който фонд да се употребят изключително за целта и по начина както по-долу обозначавам.
§4
Правилното управление на фонда, образуван според § 3 (трети) пункт 3 (трети) на това ми завещание и точното употребление на приходите му, предавам в ръцете и грижите на своя универсален наследник, когото моля и задължавам тези грижи на една изпълнителна комисия в състав от един делегат, назначен от Министерството на народното просвещение; от един делегат от Свищовската градска община и трети делегат да бъде ректора на Софийския университет.
Тая комисия да приеме целия ми имот, колкото е останал след изпълнението на казаното в § 3 (трети), пункт 1-ви и 2-ри (първи и втори) и на ония мои разпореждания, които от после допълнително към това завещание бих направил, или които биха произтекли от прилагането и изпълнението на завещанието ми и да положи тоя имот на оползотворение - капитализиране - като ще има грижата да не излага по никой начин неговото съществувание и нараствувание на някаква опасност. Този имот сигурно пласиран да остане непокътнат, като се капитализират постоянно и редовно приходите му докато чистия му приход достигне 300 000 (триста хиляди) златни лева годишно. Чистият приход ще се разбира така: след като предварително бъдат спаднати от прихода всички следуеми разходи, поддържания и подобрения недвижимите имоти, ако такива има още останали в наследство, или други каквито и да било иждивения, остатъка от прихода се счита за чист приход.
§5
След като прихода на фонда достигне в предидущия параграф §4 (четвърти) определеното положение т.е, чистия приход да достигне да бъде 300 000 (триста хиляди) златни лева годишно, универсалния.ми наследник да постъпи с капитала и прихода на фонда така:
От чистия приход 10% (десет) на стотех да се капитализират т.е. да се прибавят ежегодно и редовно - вечно - към капитала на фонда и неговото постоянно нарастване и увеличение. Под никакъв предлог и по никаква причина, каквато и да е била тя, това мое определение и нареждане не бива да бъде накърнено или изменено. Останалите 90% (деветдесет) на стотях от чистия приход ще се считат за едно цяло, което ще съставлява собствено разполагаемия годишен приход на фонда.
Моите деди, баща и аз намерихме нашия поминък в търговията и по традиция привезан към нея, съм твърдо убеден, че в бъдеще в България търговията и нашето търговско съсловие, ако то успее да се постави на висотата, която му подобава, ще бъдат важни фактори не само по развитието и напредъка на нашето отечество, но ще имат и решающе значение в съдбата на родината ни. Дълбоко убеден в това и от желание да бъда и аз що-годе полезен за постигането на тая цел, реших да посветя всичкия си труд на търговското поприще и като вярвам, че по този начин мога да бъда същевременно донякъде полезен и на родния си град Свищов тъй жестоко онеправдан от настаналите след Освобождението ни нови условия, определям и нареждам щото, щом чистия приход на фонда достигне както е предвидено в §4 (четвърти) 300 000 (триста хиляди) златни лева годишно, веднага да се основе и издържа от прихода на фонда едно Висше търговско училище в Свищов по подобие на германските висши търговски училища и специално на недавна основаното висше търговско училище в Берлин – Ханделсхохшуле.
Това от мен създадено висше търговско училище в Свищов, не бива да се смесва или слива с никое друго държавно или с частни средства създадено учебно заведение. Нито даже със съществуващата търговска гимназия в Свищов. Това висше търговско училище трябва да си остане самостоятелно, независимо за себе си, само че под контрола и управлението на държавната власт и респективното Министерство.
За вътрешната организация и учебен план, колкото е допустимо да изкажа тук волята си, аз разбирам, че това висше търговско училище, като пълно висше учебно заведение, от което да излизат младежи с висше образование. Аз считам, че средствата ще бъдат достатъчни за охолното издържание на това заведение и изказвам тук желанието, персоналът на висшето търговско училище да се избира и взема из най-способните лица по реда, както това става с професорския персонал на университета ни, начело с един изборен ректор за три или пет години, като се предпочита всякога най-заслужилия, най-способния и въобще лице с авторитет, което да може да издигне това заведение на примерна висота. Под тия условия мисля, че в интерес на заведението, ректорът да може да бъде преизбиран.
Дисциплините, които ще се преподават, трябва да обгръщат търговските науки; финансовите науки; търговското право; банковото дело; науките по застрахователно дело и др. Преподаването да продължава до пълното усъвършенствуване и всичко да се уреди по образеца, плана и принципите на съществуващото в Берлин висше търговско училище – Ханделсхохшуле, системата и подобренията на което да служат за всякога и за всичко за мерило и направление на нашето Висше търговско училище в Свищов, като се има предвид щото с течение на времето тези научни клонове да се развият до възможна висота.
Тъй като предвиденото в §5 (пети) капитализиране на 10% (десет) на стотях от годишния приход към капитала на фонда остава в сила вечно да съществува, финансиялното положение на фонда постоянно ще се увеличава и в деня, когато прихода почне да има излишъци, да се обмисли и създаде при висшето търговско училище в Свищов едно индустриално отделение. И това индустриално отделение разбирам, че ще бъде създадено по подобие и началата на германските такива и поставено в хармония с висшето търговско училище.
При основаването и създаването на висшето търговско училище ще се яви въпрос за помещението му. Един път за всякога установено е, че целостта на капитала на фонда е неприкосновен и всеки случай, какъвто и да бъде той, в който да може да се посегне на капитала на фонда, е съвършено изключен, то в краен случай, ако не се намери друг изход по въпроса за помещението, да се постъпи така: След като капитала на фонда достигне положението, предвидено в §4(четвърти), предварително да се употреби чистия приход на една или две години, или толкова години колкото стане нужно за създаването по определен план на едно подобающе за целта здание. Свищовската община би трябвало да даде поне нужното място в достатъчно пространство. Преди да свърша, моля моите добри приятели, господина Д-р Стоян Данев, господина Д-р С. А. Иванчов, господина професор Георги Т. Данаилов и господина Д-р Иван М. Бешков, да ми простят за дето искам от тях огромната услуга да приемат върху себе си големия труд като изпълнители на това ми завещание. Благодаря им сърдечно и им изказвам тук приживе вечната си признателност.
Като принасям своята скромна лепта на народния олтар, свършвам с благопожеланието щото българския народ да върви безспир по пътя на културния напредък и към постигането на своя идеал. Амин.
Написано собственоръчно от мен в София на 1-й първи септември 1912 г. (хиляда деветстотин и дванадесета година).
 

### Стойност на дареното от Димитър Ценов имущество
Стойността на дареното от Димитър Ценов движимо и недвижимо имущество съгласно неговото завещание от 1 септември 1912 г. е обект на множество оценки през годините. В общественото пространство дори са налице откровени спекулации за структурата и обема на въпросното дарение. За основна и най-достоверна информация за неговия състав и стойност обаче могат да се приемат данните на проф. Георги Данаилов (изпълнител на завещанието на Димитър Ценов), оповестени пред Министъра на народното стопанство – г-н Стойчо Мошанов през 1935 г. Според тях стойността на дарението на Димитър Ценов възлиза на 49,25 млн. книжни лева и то е разпределено, както следва: 
- Недвижимо имущество в гр. София на стойност 41,75 млн. книжни лева, което е приблизително 84,8% от стойността на дарението.
- Парични средства в размер на 2,5 млн. книжни лева, депозирани в български банки, което е приблизително 5,1% от стойността на дарението.
- Парични средства, акции и облигации, депозирани в две чуждестранни банки, имащи седалище съответно в Цюрих (Швейцария) и Хамбург (Германия), на стойност от около 5 млн. книжни лева, което представлява около 10,2% от стойността на дарението.

В посочената обща сума не влиза стойността на къщата на Ценов на ул. "Велико Търново" №3 в центъра на София (днес в посочния недвижим имот е разположено поосолството на Република Сърбия) и някои други негови по-дребни имоти в столицата. Приравнено към 1912 г., когато паричното обръщение у нас е организирано по системата на златния стандарт, известен с народното наименование „златен лев“, завещаното на българската държава имущество възлиза на малко повече от 5 млн. от т.нар. златни лева. Съгласно дарението на Ценов и Наредбата-закон от 1936 г. за Висшето търговско училище „Димитър А. Ценов“ посочените по-горе недвижимо имущество, парични средства и финансови активи се включват във Фонд „Димитър А. Ценов“, управляван от специално създадена за целта Ефория „Димитър А. Ценов“. С национализациите, проведени от българската държава през декември 1947 г., Фонд „Димитър А. Ценов“ е бил напълно одържавен. Тогава Свищовското висше училище минава изцяло под егидата на Министерството на народната просвета и финансово се издържа от бюджета на същото министерство. 

## Фондация „Димитър Апостолов Ценов“
Фондация „Димитър Апостолов Ценов“ е юридическо лице с нестопанска цел със седалище в гр. Свищов, което осъществява дейност в обществена полза. Фондацията е учредена през 1991 г. като продължител на работата на съществувалата в периода 1936–1948 г. Ефория „Димитър Апостолов Ценов“. Чрез своите фондове тя е управлявала имуществото и финансите на създаденото през 1936 г., съгласно завещанието на Димитър Апостолов Ценов, Висше търговско училище в Свищов, носещо след 1995 г. името Стопанска академия „Димитър Апостолов Ценов“. През 2001 г. Фондация „Димитър Апостолов Ценов“ e пререгистрирана в съответствие с изискванията на приетия Закон за юридическите лица с нестопанска цел. 
Мисията на Фондация „Димитър Апостолов Ценов“ е да подпомага висшето образование и научните изследвания по икономика в Стопанската академия. Поради това нейната работа е тясно свързана с дейността на Свищовското висше училище. Фондация „Димитър Апостолов Ценов“ се ръководи и представлява  от ректора на Стопанската академия в качеството му на председател на нейния Управителен съвет. 
Фондация „Димитър Апостолов Ценов“ финансира своята дейност чрез дарения и завещания, както и чрез средства, получени при управлението на материалното имущество и нематериалните права, които са ѝ предоставени с дарение или завещание.  